# Кёне (баронский род)
Кёне (нем. von Koehne) — русский баронский род немецкого происхождения.

## Происхождение
Род Кёне происходит из Вюртемберга и восходит к началу XIX века. Родоначальник баронского рода фон Кёне Б. В. Кёне, переселившийся в Россию в начале 1840-х годов, был сыном тайного государственного архивариуса, берлинского еврея, принявшего реформатское вероисповедание.

## Баронский титул
Грамотой Княгини-Правительницы княжества Рейсского, старшей линии, Каролины-Амалии, от 12/24 мая 1862 года, статский советник, управляющий Гербовым Отделением Департамента Герольдии Правительствующего Сената, помощник директора Эрмитажа Бернгард (Борис Васильевич) Кёне возведён, с нисходящим его потомством, в баронское княжества Рейсского достоинство.
15 октября 1862 года на принятие означенного достоинства и пользование оным в России последовало Высочайшее соизволение императора Александра II.
Определением Правительствующего Сената, от 22 декабря 1865 года, утверждён в баронском достоинстве сын его Флоран Бернгардович Кене.

## Описание герба
Герб баронов фон Кёне внесён в 12 часть Общего гербовника, лист 40. Его описание:

Щит разделён на четыре части. В первой и четвёртой золотых частях чёрный стоящий лев с червлёными глазами и языком, во второй и третьей лазуревых частях золотое пальмовое дерево. Щит увенчан баронской короной с двумя шлемами. Нашлемники: первого, коронованного, шлема — стоящий чёрный лев, обращённый влево, с червлёными глазами и языком, второго шлема, украшенного чёрным с золотом венчиком, — золотое пальмовое дерево. Намёты справа — чёрный с золотом, слева — лазуревый с золотом. Девиз: «WE FEARNAC FOE» («Мы врагов не боимся») чёрным на золотой ленте.— 

## Родословная
- Борис Васильевич (Бернгард-Карл; Bernhard Karl) фон Кёне 1-й Барон фон Кёне (04/16.07.1817, Берлин — 05/17.02.1886, Вюрцбург, Бавария). Действительный статский советник. Протестант.
  - Барон Борис Борисович (Флоран-Жак-Вильгельм-Бернгард Бернгардович) (1846 — ?), гвардейский офицер, генерал-майор (1901), участвовал в Русско-турецкой войне 1877—1878 годов. Протестант. Жена — Ольга  ур. Котляревская
    - Барон Борис Борисович фон Кёне (12.02.1872 — не ранее 1931)). Окончил кадетский корпус, Николаевское кавалерийское училище. Выпущен в лейб-гвардии Драгунский полк корнетом (04.08.1892). Полковник (01.1915). Командир 8-го Граевского пограничного конного полка (с 16.06.1916). Участвовал в Гражданской войне (в Вооруженных силах Юга России (с февраля 1920 в Кубанской армии). Эвакуирован в декабре 1919 года из Новороссийска в Константинополь. На май 1920 в Югославии. В Русской Армии до эвакуации Крыма, затем в эмиграции в Болгарии). На 1931 год проживал в Пловдиве. Генерал-майор. Православный. Жена — Вера Ивановна[3]
      - Баронесса Вера Борисовна фон Кёне.
      - Барон Иван Борисович фон Кёне.

    - Баронесса Надежда Борисовна фон Кёне (13.09.1875, Венеция — 19.02/02.03.1876, Венеция, Сан-Микеле)[3]

  - дочь